# Citrofortunella
Citrofortunella era el término utilizado para un grupo de híbridos resultado del cruce entre plantas del género Citrus con plantas del antiguo género Fortunella. Actualmente se ha revertido el nombre de este género siendo pues tanto Fortunella como Citrofortunella Citrus.
Las plantas resultantes son más duras y más compactas que la mayoría de las plantas de citrus. Producen pequeñas frutas acidificantes y son buenas ornamentales. 
Las especies de Citrus x Fortunella incluye:
- limequat (lima cruzado con kumquat)
- lemonquat (limón cruzado con kumquat)
- naranjaquat (naranjo cruzado con kumquat)
- calamondina (tangerina cruzado con kumquat)